# Giuseppe Peranda
Giuseppe Peranda (Macerata, 4 avril 1626 (baptême) – Dresde, 12 janvier 1675) est un musicien italien chanteur et compositeur, actif en Allemagne.
La forme de son nom Marco Gioseffo, qui apparaît pour la première fois chez Mattheson en 1740 est erronée (peut-être Marco est-il la contraction de Maestro). En 2016, Paolo Paoloni découvre son acte de baptême avec seulement Giuseppe.

## Biographie
Giuseppe Peranda est baptisé le 4 avril 1626, le cinquième fils d'Alessandro et de Francesca Ciaramora. Après sa formation, il est chanteur (peut-être est-il castrat), de juin 1642 à janvier 1644 à Loreto. Le 17 décembre 1644, il prend les ordres mineurs à Macerata. Il chante à Rome plusieurs années de suite (1647, 1649 et 1650) sous la direction de Bonifazio Graziani. Ce dernier a laissé une empreinte sur l'œuvre de Peranda.
En septembre 1656, il apparaît à Dresde. Peranda est l'un des plus remarquables musiciens italiens exerçant à Dresde en Allemagne, au début de l'époque baroque, aux côtés de Vincenzo Albrici, Carlo Pallavicino et Giovanni Andrea Bontempi. Ces quatre Kapellmeisters italiens étaient fort bien payés : ils avaient pour salaire annuel, 1 200 Reichstalers, alors qu'Heinrich Schütz, en semi-retraite, ne gagnait que 800 Reichstalers un an. 
Un contemporain, Agostino Rossi, note qu'il est natif de Macerata, mais son style musical montre une éducation romaine, peut-être avec Carissimi. À partir de 1651, Perenda est chante au pupitre d'alto à la chapelle de Johann Georg II de Saxe, qui combine sa propre chapelle chorale et celle de la cour de son père. En 1657 et 1658, il est en Italie, mais en 1661, Peranda est nommé vice maître de chapelle et en 1663, maître de chapelle, à la succession de Vincenzo Albrici. 

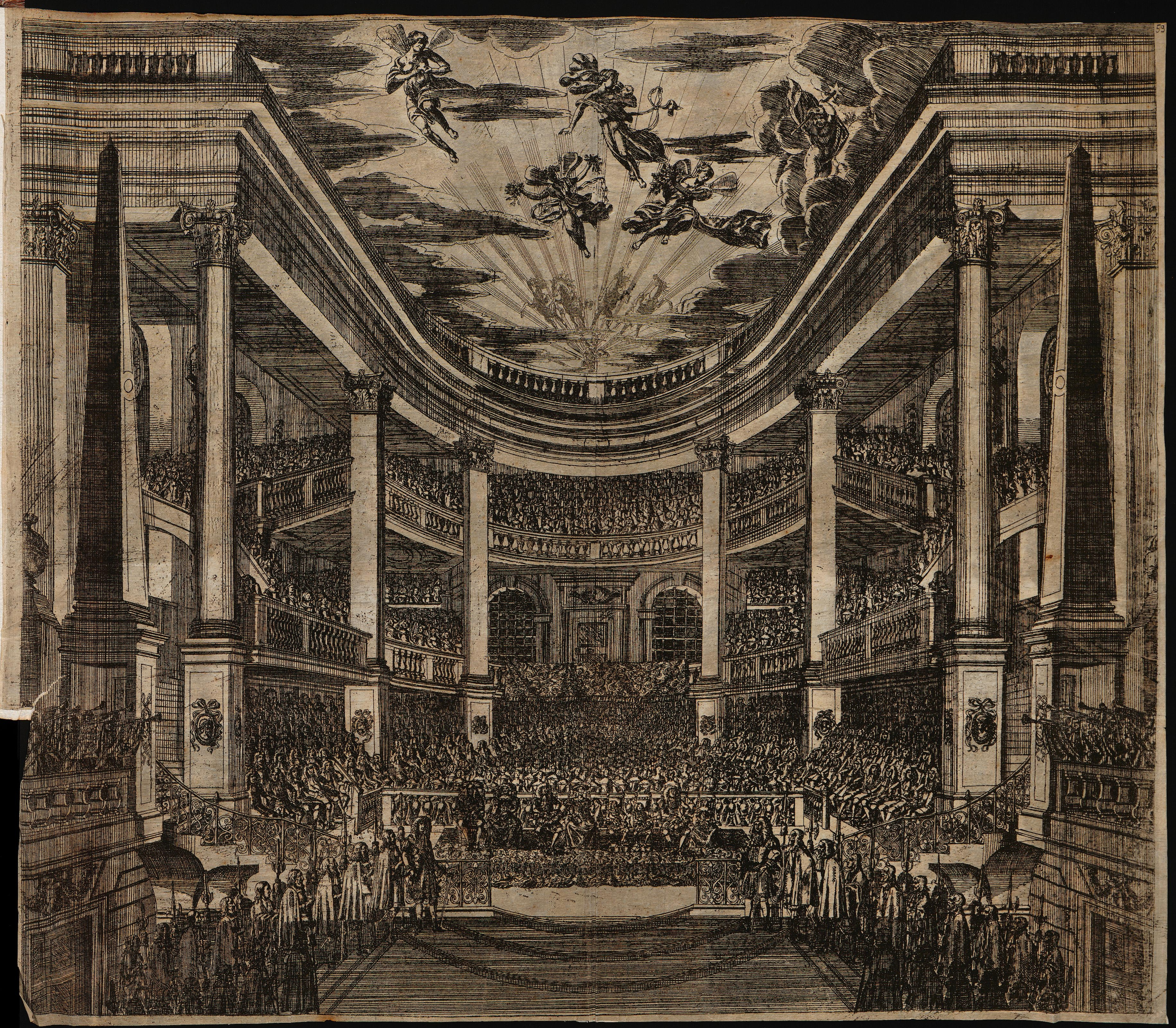
L'Opernhaus am Taschenberg de Dresde en 1678.

Son opéra Dafne (composé en collaboration avec Giovanni Andrea Bontempi) est joué lors de l'inauguration de l'Opernhaus am Taschenberg de Dresde. En 1667, il se rend à Karlsbad et en novembre 1670, il entreprend un voyage en Italie. La présence de deux messes et d'un motet copiés en 1671–1672, conservés à Kroměříž, suggère des liens avec la cour de Kroměříž. Après la mort de Schütz, en 1672, il est promu de nouveau au poste de Hofkapellmeister, probablement lorsque Christoph Bernhard trouve une meilleure offre à Hambourg. En 1675, Peranda meurt. Contrairement à certains musiciens italiens, il ne s'était jamais converti au luthéranisme. Il est enterré à Dresde, à l'Abbaye de Marienstern.
Wolfgang Caspar Printz en 1690, le considère comme « auteur de concerts dans lesquels il put exprimer de manière excellente les mouvements de l'âme ».

## Œuvre
On estime que seulement le tiers de ses œuvres ont survécu, tous en manuscrits, conservés dans les collections Düben (Bibliothèque universitaire d'Uppsala), Grimma (Bibliothèque d'État de Saxe de Dresde), Bokemeyer (Berlin) et à Kroměříž. 
À Weimar, vers 1709, Bach recopie les parties du Kyrie en ut majeur de Peranda en vue d'une interprétation. Entre 1714 et 1717, une messe à six voix de Peranda est également interprétée.
- 1668 : Markus-Passion (Historia des Leidens und Sterbens unseres Herren Jesu Christi)
- 1668 : Weihnachtshistorie (perdu)
- 1672 : Dafne, opéra (9 février 1672) Avec Giovanni Andrea Bontempi.
- 1673 : Jupiter und Jo (16 janvier 1673), perdu - en collaboration avec Bontempi ou Constantin Christian Dedekind, seul le livret est connu.
- 1675 : Il sacrificio di Jefte (c'est-à-dire Jephté). Perdu, seul le livret, publié à Bologne est connu.